# Martin Čupr
Martin Čupr (* 17. října 1977) je bývalý český fotbalový záložník. Od 3. srpna 2017 je kmenovým hráčem TJ Start Brno.

## Fotbalová kariéra
Hrál za FC Slovan Liberec, FK Viktoria Žižkov, Fortunu Düsseldorf, FK Mladá Boleslav, FC Marila Příbram, AEP Pafos, SK Sigma Olomouc, FC Hradec Králové a FK Baník Sokolov. Byl členem českého týmu na Letní olympiádě v Sydney. V české lize nastoupil ve 175 utkáních a dal 9 gólů.
Po roce 2010 nastupoval za FK Sezimovo Ústí, SK Marila Votice, TJ Start Brno, FC Sparta Brno. Od 3. srpna 2017 je kmenovým hráčem TJ Start Brno.

## Ligová bilance
| Ročník                          | Zápasy | Góly | Klub               |
| ------------------------------- | ------ | ---- | ------------------ |
| 1. česká fotbalová liga 1993/94 | 1      | 0    | FC Slovan Liberec  |
| 1. česká fotbalová liga 1994/95 | 7      | 0    | FC Slovan Liberec  |
| 1. česká fotbalová liga 1995/96 | 26     | 1    | FC Slovan Liberec  |
| 1. česká fotbalová liga 1996/97 | 23     | 1    | FC Slovan Liberec  |
| Gambrinus liga 1997/98          | 22     | 3    | FC Slovan Liberec  |
| Gambrinus liga 1998/99          | 16     | 0    | FC Slovan Liberec  |
| Gambrinus liga 1999/00          | 14     | 1    | FC Slovan Liberec  |
| Gambrinus liga 1999/00          | 13     | 0    | FK Viktoria Žižkov |
| Gambrinus liga 2004/05          | 11     | 0    | FK Mladá Boleslav  |
| Gambrinus liga 2004/05          | 13     | 2    | FC Marila Příbram  |
| Gambrinus liga 2005/06          | 26     | 1    | FC Marila Příbram  |
| Marfin Laiki Liga 2006/07       | 24     | 0    | AEP Pafos          |
| Gambrinus liga 2007/08          | 1      | 0    | SK Sigma Olomouc   |
| CELKEM                          | 197    | 9    |                    |